# 犬塚信太郎

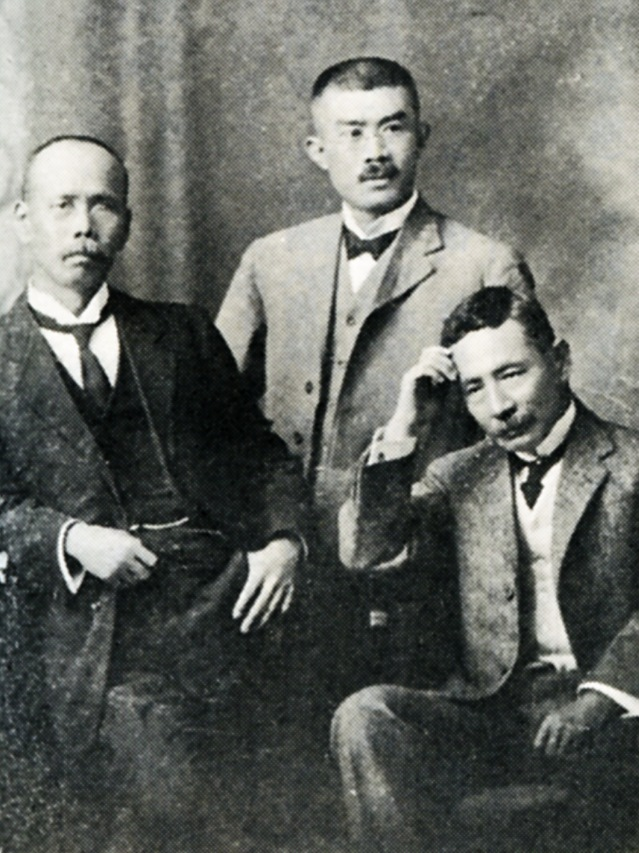
犬塚信太郎（中）と、夏目漱石（右）、中村是公（左）

犬塚 信太郎（いぬづか のぶたろう、1874年（明治7年）3月14日 - 1919年（大正8年）12月10日）は、日本の実業家。孫文の支援者で、南満州鉄道理事などを務めた。立山水力電気設立者。

## 来歴・人物
原籍は佐賀県だが、東京で有馬小学校を卒業後、中学校には進まず、1890年に高等商業学校（現・一橋大学）本科卒業後、17歳で三井物産に入社した。
三井物産では門司支店から始め、ロンドン等で勤務し、シンガポール支店長代理や、香港支店長等を経て、門司支店長を務めた。ロンドンや東京では悪友各務鎌吉らと女遊びに興じたという。
1906年に南満洲鉄道が設立されると、同社理事に就任。三井物産門司支店次席を務めていた部下の相生由太郎も同社に招聘した。
やがて南満洲鉄道内の勢力が長州閥から立憲政友会系に移ると、最古参の理事としてこれと対立し、1914年には伊藤大八副総裁の合議制を廃して部局制に改める改正案に反対し、伊藤や野村龍太郎総裁とともに罷免された。
秋山真之、芳川寛治らと親しく、秋山らとともに孫文の革命派を支援し、1915年に日本亡命中の孫文、陳其美との間で、山田純三郎とともに日中盟約を締結。
1917年には孫文、張人傑、蒋介石等との間で、秋山や芳川、塚原嘉一郎、菊池良一とともに日支組合規約を締結。
また、同年に岸一太とともに立山水力電気を設立し、同社取締役を務めたほか、義父が設立した大湊興業の取締役、ジョホール護謨栽培取締役なども歴任したが、1919年に46歳で早世した。
没後、1928年11月に有志によって大連の星が浦公園に犬塚の胸像が建てられた。この時蒋介石は1,000ドル(当時の金額で950円40銭)の醵金をおこない、11月9日の除幕式には国民政府代表として祝電を送っている。さらに蒋介石、胡漢民、孫科、戴天仇の諸氏から花輪が贈られた。
1929年に孫文の遺体を中山陵に移す国葬の際には、「総理奉安委員会」総幹事孔祥熙から未亡人のしのぶ宛てに案内状が出されていた。

## 親族
父の犬塚駒吉は伊万里の陶器商丸駒屋5代当主の弟で、江戸深川佐賀藩陶磁器販売所責任者を務めた資産家であった。
妻のしのぶは大湊興業などの設立者である鈴木誠作法学博士の長女。
妹のきぬは逗子なぎさホテルなどの設立者で貴族院議員を務めた岩下家一子爵の妻。

## 栄典
- 1909年 - 清国二等第一双龍宝星（英語版）[28]
- 1910年 - ロシア帝国星章付第二等神聖スタニスラス勲章（英語版）[29]

## 伝記
- 『父と娘の満州―満鉄理事犬塚信太郎の生涯』新風舎 2006年